# Roll on (album van The Living End)
Roll On is het tweede album van de Australische psychobillyband The Living End. In tegenstelling tot het eerste album was dit album minder op punk gericht en ging het meer de rockabillykant op.
Dit is het laatste album waar Travis Demsey aan meewerkte. De drummer stopte na dit album omdat hij het niet met de verandering van de muziekstijl eens was.
Carry Me Home werd gecoverd voor Guitar Hero II.
De reacties op Roll On waren over het algemeen positief, alleen iets minder dan het debuutalbum. Toch werd het album in Australië dubbel platina.

## Tracks
| Nr. | Titel                      | Duur |
| --- | -------------------------- | ---- |
| 1.  | Roll On                    | 3:09 |
| 2.  | Pictures in the Mirror     | 3:18 |
| 3.  | Staring at the Light       | 4:08 |
| 4.  | Carry Me Home              | 3:12 |
| 5.  | Don't Shut the Gate        | 3:04 |
| 6.  | Dirty Man                  | 3:36 |
| 7.  | Blood on Your Hands        | 4:14 |
| 8.  | Revolution Regained        | 2:46 |
| 9.  | Silent Victory             | 3:35 |
| 10. | Read About It              | 3:16 |
| 11. | Killing the Right          | 4:21 |
| 12. | Astoria Paranoia           | 3:05 |
| 13. | Uncle Harry                | 3:24 |
| 14. | Prisoner of Society (live) | 4:37 |